# Vendula Maroszová
Vendula Maroszová (* 2. července 2003, Třinec) je česká florbalistka, reprezentantka, trojnásobná mistryně Česka a juniorská vicemistryně světa z roku 2022. V Extralize žen hraje od roku 2020 za klub 1. SC Vítkovice.

## Klubová kariéra
Maroszová začala hrát florbal ve svých 11 letech (dříve hrávala hokej) v klubu FBC Třinec, za který nastupovala v jeho dorosteneckém týmu. V sezóně 2016/2017 přestoupila do oddílu FBC Ostrava, ve kterém také doplnila jeho dorostenecký a později juniorský tým. V juniorské lize byla v sezóně 2018/2019 nejproduktivnější hráčkou.
V Ostravě strávila celkem tři sezóny, poté přestoupila do konkurenčního klubu 1. SC Vítkovice, za který poprvé nastoupila v Extralize žen v sezóně 2020/2021, ve které obhájily mistrovský titul. V letech 2022 a 2023 zvítězily v pohárové soutěži. K prvnímu vítězství Maroszová přispěla asistencí a ke druhému hattrickem. Další extraligový titul získala v ročníku 2022/2023, ve kterém byla nejlepší střelkyní ligy, jeden z gólů vstřelila i v superfinále.

## Reprezentační kariéra
V juniorské reprezentaci poprvé hrála na Mistrovství světa do 19 let 2020 (odloženém na rok 2021), kde český tým obhájil bronz a Maroszová byla jeho nejproduktivnější hráčkou. Na turnaji také sedmi body v zápase proti Lotyšsku stanovila nový juniorský bodový rekord na mistrovství. Na dalším juniorském šampionátu v roce 2022 již byla kapitánkou a dovedla tým poprvé v historii ke stříbrné medaili. K postupu do finále přispěla proměněním rozhodujícího nájezdu v penaltovém rozstřelu.
Za ženskou reprezentaci debutovala na Euro Floorball Tour (EFT) v říjnu 2022. V září 2023 na dalším EFT s týmem poprvé v historii porazily Švédky. Na šampionátu ve stejném roce získaly po 12 letech druhou českou ženskou bronzovou medaili. Maroszová  do samotného zápasu o třetí místo nezasáhla.
| Umístění         | Soutěž                                                       |
| ---------------- | ------------------------------------------------------------ |
| Bronzová medaile | Mistrovství světa ve florbale žen do 19 let 2020             |
|                  | Mistrovství světa ve florbale žen do 19 let 2022 (kapitánka) |
| Bronzová medaile | Mistrovství světa ve florbale žen 2023                       |

## Ocenění
V roce 2022 byla zvolena nejlepší českou juniorkou sezóny.